# Direitos de transmissão futebolística no Brasil
No Brasil, há uma variedade de campeonatos de futebol diversos, os quais são transmitidos por inúmeras maneiras, sendo transmitido tanto por diversos canais de televisão, quanto até por serviços de streaming e plataformas de vídeo online.
Inúmeros canais transmitem jogos de futebol pelo país, mas os principais entre eles são: a Globo, a ESPN, a Band, o SporTV, a TNT e o SBT. Entre os serviços de streaming e as plataformas online, estão: o Youtube, o Disney+, a Amazon Prime Video, a Max e o Paramount+.
Após a compra da Eleven Sports pela DAZN, alguns eventos migraram para o FIFA+

## Campeonatos Internacionais (Clubes)
No ano de 2021, muita coisa mudou no mundo da televisão esportiva, entre elas os direitos das transmissões de campeonatos internacionais, sendo a mais expressiva a volta da UEFA Champions League para a televisão aberta, fato que ocorreu no mês de abril do mesmo, quando o SBT anunciou a compra dos direitos de transmissão do campeonato de clubes mais relevante do planeta até o ano de 2024.
| Campeonato                      | Sinal Aberto                            | Sinal Fechado              |
| ------------------------------- | --------------------------------------- | -------------------------- |
| UEFA Champions League           | SBT                                     | TNT Sports, Space e Max    |
| UEFA Europa League              | Band e CazéTV                           | Prime Video                |
| UEFA Europa Conference League   | CazéTV                                  | Prime Video                |
| UEFA Super Cup                  | SBT                                     | TNT Sports e Max           |
| CONMEBOL Libertadores           | TV Globo, ge.globo e Globoplay          | ESPN, Disney+ e Paramount+ |
| CONMEBOL Sul-Americana          | SBT e YouTube                           | ESPN, Disney+ e Paramount+ |
| CONMEBOL Recopa                 |                                         | ESPN e Disney+             |
| AFC Champions League            |                                         | ESPN e Disney+             |
| AFC Cup                         |                                         | Disney+                    |
| CONCACAF Champions Cup          |                                         | ESPN e Disney+             |
| CONCACAF Leagues Cup            | Apple TV                                | Apple TV+                  |
| Campeones Cup                   | Apple TV                                | Apple TV+                  |
| CONCACAF Central America Cup    |                                         | Disney+                    |
| CONCACAF Caribbean Cup          |                                         | Disney+                    |
| CONCACAF Caribbean Club Shield  | YouTube                                 |                            |
| CAF Champions League            | YouTube, BandPlay                       | BandSports                 |
| CAF Confederation Cup           |                                         |                            |
| CAF Super Cup                   |                                         |                            |
| OFC Champions League            | FIFA+                                   |                            |
| Copa do Mundo de Clubes da FIFA | TV Globo, Globoplay e Cazé TV           | SporTV, Globoplay e DAZN   |
| Copa Intercontinental da FIFA   | TV Globo, Globoplay, ge.globo e Cazé TV | SporTV e Globoplay         |

## Campeonatos Internacionais (Seleções)
| Campeonato                             | Sinal Aberto                         | Sinal Fechado                     |
| -------------------------------------- | ------------------------------------ | --------------------------------- |
| Copa do Mundo FIFA                     | TV Globo, Cazé TV, Globoplay e FIFA+ | SporTV e Globoplay                |
| UEFA Euro                              | TV Globo, Globoplay e CazéTV         | Globoplay e Prime Video           |
| UEFA Nations League                    |                                      | SporTV, Globoplay, ESPN e Disney+ |
| UEFA - Eliminatórias Copa do Mundo     |                                      | SporTV, Globoplay, ESPN e Disney+ |
| UEFA-CONMEBOL Finalíssima              |                                      | ESPN e Disney+                    |
| CONMEBOL Copa América                  | TV Globo e Globoplay                 | SporTV e Globoplay                |
| CONMEBOL - Eliminatórias Copa do Mundo | TV Globo e Globoplay                 | SporTV e Globoplay                |
| CAF Copa Africanas de Nações           | Band, band.com.br e BandPlay         | Band Sports                       |
| CAF Campeonato das Nações Africanas    |                                      |                                   |
| CAF - Eliminatórias Copa do Mundo      | FIFA+ e CazéTV                       |                                   |
| AFC Copa da Ásia                       |                                      | ESPN e Disney+                    |
| AFC - Eliminatórias Copa do Mundo      |                                      | ESPN e Disney+                    |
| CONCACAF Copa Ouro                     |                                      | ESPN e Disney+                    |
| CONCACAF - Eliminatórias Copa do Mundo |                                      | ESPN e Disney+                    |
| CONCACAF Nations League                | YouTube                              |                                   |
| OFC Copa das Nações                    |                                      |                                   |
| OFC - Eliminatórias Copa do Mundo      |                                      |                                   |

## Campeonatos Nacionais e Regionais (Brasil)
| Campeonato          | Sinal Aberto                         | Sinal Fechado                             |
| ------------------- | ------------------------------------ | ----------------------------------------- |
| Brasileirão Série A | TV Globo, Globoplay, Record e CazéTV | SporTV, Globoplay, Premiere e Prime Video |
| Brasileirão Série B | RedeTV!, Desimpedidos e Kwai         | ESPN e Disney+                            |
| Brasileirão Série C | SportyNet                            | Nosso Futebol, Nosso Futebol+ e DAZN      |
| Brasileirão Série D | YouTube                              |                                           |
| Copa do Brasil      | TV Globo e Globoplay                 | SporTV, Globoplay, Premiere e Prime Video |
| Supercopa do Brasil | TV Globo e Globoplay                 | SporTV, Globoplay e Premiere              |
| Copa do Nordeste    | SBT Nordeste                         | Premiere e ESPN                           |
| Copa Verde          | YouTube                              |                                           |

## Campeonatos Estaduais (Brasil)
| Campeonato         | Sinal Aberto                         | Sinal Fechado                                      |
| ------------------ | ------------------------------------ | -------------------------------------------------- |
| Paulista           | Record, R7 e CazéTV                  | TNT Sports, Max, Nosso Futebol, UOL Play e Zapping |
| Carioca            | TV Globo, Band e Goat                | BandSports, SporTV e Premiere                      |
| Mineiro            | Globo Minas                          | SporTV e Premiere                                  |
| Capixaba           | TVE ES                               |                                                    |
| Paranaense         | RIC, NSports                         | NSports, Rede Furacão e TV Coxa Prime              |
| Catarinense        | NSC                                  |                                                    |
| Gaúcho             | RBS                                  | SporTV e Premiere                                  |
| Baiano             | TVE BA                               |                                                    |
| Pernambucano       | Globo PE, Canal Goat e TV FPF        |                                                    |
| Cearense           | TV Verdes Mares, Canal Goat e FCF TV |                                                    |
| Potiguar           | TV Tropical e TV FNF                 |                                                    |
| Alagoano           | TV Pajuçara                          |                                                    |
| Sergipano          | TV Atalaia e ITTV                    | ITTV                                               |
| Paraibano          | TV Paraíba e TV Cabo Branco          | Jornal da Paraíba                                  |
| Maranhense         | TV Cidade                            |                                                    |
| Piauiense          | TV Cidade Verde e Youtube            |                                                    |
| Goiano             | TV Brasil Central, TV Alego e FGF TV |                                                    |
| Brasiliense        | TV Record Brasília                   |                                                    |
| Mato-Grossense     | TV Centro América                    |                                                    |
| Sul Mato-Grossense | TV Educativa MS, ge e Youtube        |                                                    |
| Tocantinense       | RedeTV! Tocantins e Youtube          |                                                    |
| Amapaense          | TV Equinócio e Youtube               |                                                    |
| Rondoniense        | Rondovisão e Youtube                 |                                                    |
| Roraimense         | TV Imperial e Youtube                |                                                    |
| Acreano            | TV Gazeta (AC)                       | FFAC TV                                            |
| Amazonense         | TV A Crítica                         | FAF TV                                             |
| Paraense           | TV Cultura Pará                      |                                                    |

## Campeonatos Nacionais (Resto do Mundo)
| Campeonatos                    | Sinal Aberto                                                     | Sinal Fechado                     |
| ------------------------------ | ---------------------------------------------------------------- | --------------------------------- |
| Premier League                 | X Sports                                                         | ESPN e Disney+                    |
| FA Cup                         |                                                                  | ESPN e Disney+                    |
| EFL Cup                        |                                                                  | ESPN e Disney+                    |
| EFL Championship               | X Sports                                                         | ESPN e Disney+                    |
| Community Shield               |                                                                  | ESPN e Disney+                    |
| EFL League One                 |                                                                  | Disney+                           |
| EFL League Two                 |                                                                  | Disney+                           |
| EFL Trophy                     |                                                                  | Disney+                           |
| La Liga                        | X Sports                                                         | ESPN e Disney+                    |
| La Liga 2                      |                                                                  | ESPN e Disney+                    |
| Supercopa de España            |                                                                  | ESPN e Disney+                    |
| Copa del Rey                   | X Sports                                                         | ESPN e Disney+                    |
| Bundesliga                     | OneFootball, TV Cultura, Rede TV , CazéTV, Canal Goat e X Sports | SporTV, Globoplay e Nosso Futebol |
| DFL Supercup                   | OneFootball,CazéTV e X Sports                                    | SporTV e Globoplay                |
| 2. Bundesliga                  | OneFootball e Canal Goat                                         |                                   |
| Regionalliga Nord/West/Nordost | OneFootball e Canal Goat                                         |                                   |
| DFB Pokal                      | X Sports                                                         | ESPN e Disney+                    |
| Série A                        | CazéTV                                                           | ESPN e Disney+                    |
| Supercoppa Italia              | CazéTV e NSports                                                 | NSports e Prime Video             |
| Coppa Italia                   | CazéTV e NSports                                                 | NSports e Prime Video             |
| Ligue 1                        | CazéTV                                                           | Prime Video                       |
| Tropheé des Champions          | CazéTV                                                           | Prime Video                       |
| Coupe de France                |                                                                  |                                   |
| Primeira Liga                  | X Sports                                                         | ESPN e Disney+                    |
| Supertaça Cândido de Oliveira  |                                                                  | ESPN e Disney+                    |
| Taça de Portugal               | NSports                                                          | NSports                           |
| Taça da Liga                   | NSports                                                          | NSports                           |
| Eredivisie                     |                                                                  |                                   |
| Premiership                    | Canal Goat                                                       |                                   |
| FA Cup Escocesa                |                                                                  | Disney+                           |
| Copa da Liga Escocesa          |                                                                  | Disney+                           |
| Pro League                     |                                                                  | Disney+                           |
| Belgian Cup                    |                                                                  | Disney+                           |
| Pro League Supercup            |                                                                  | Disney+                           |
| Süper Lig                      |                                                                  | Disney+                           |
| Super League                   |                                                                  |                                   |
| Ukranian Premier Liga          |                                                                  | OneFootball                       |
| Bundesliga                     | OneFootball                                                      |                                   |
| Super Liga                     | OneFootball                                                      |                                   |
| Superligaen                    | OneFootball                                                      |                                   |
| Eliteserien                    | OneFootball                                                      |                                   |
| Premier League                 | OneFootball                                                      |                                   |
| Veikkausliiga                  | OneFootball                                                      |                                   |
| Slovak Niké Liga               | OneFootball                                                      |                                   |
| Ekstraklasa                    | OneFootball                                                      |                                   |
| Premiership                    | OneFootball                                                      |                                   |
| The Virslīga                   | OneFootball                                                      |                                   |
| Premier League                 | OneFootball                                                      |                                   |
| Kazakhstan Cup                 | OneFootball                                                      |                                   |
| Pirma Lyga                     | FIFA+                                                            |                                   |
| Fortuna Liga                   |                                                                  |                                   |
| 1. SNL                         |                                                                  |                                   |
| Super Liga                     |                                                                  |                                   |
| MLS                            | Apple TV                                                         | Apple TV+                         |
| US Open Cup                    | YouTube                                                          |                                   |
| USL Championship               |                                                                  | Disney+                           |
| USL League One                 |                                                                  | Disney+                           |
| USL League Two                 | FIFA+                                                            |                                   |
| Canadian Premier League        |                                                                  |                                   |
| Liga MX                        |                                                                  | Disney+                           |
| Liga de Expansión MX           |                                                                  | Disney+                           |
| Liga Nacional                  |                                                                  | Fanatiz                           |
| Barbados Premier League        | FIFA+                                                            |                                   |
| Premier League                 | FIFA+                                                            |                                   |
| Grenada Premier League         | FIFA+                                                            |                                   |
| Dominica Premier League        | FIFA+                                                            |                                   |
| Guyana Elite League            | FIFA+                                                            |                                   |
| LPF                            |                                                                  | ESPN e Disney+                    |
| Copa de la Liga                |                                                                  | ESPN e Disney+                    |
| Trofeo de Campeones            |                                                                  | ESPN e Disney+                    |
| Supercopa Argentina            |                                                                  | Disney+                           |
| Supercopa Internacional        |                                                                  | D Sports (Directv GO)             |
| Copa Argentina                 | YouTube e OneFootball                                            |                                   |
| Primera Division               |                                                                  |                                   |
| Primera Division               |                                                                  |                                   |
| Liga BetPlay                   |                                                                  | Fanatiz                           |
| Copa BetPlay Dimayor           |                                                                  | Fanatiz                           |
| Liga 1                         |                                                                  | Gol TV e Disney+                  |
| Liga FUTVE                     |                                                                  | Disney+                           |
| Liga FUTVE 2                   | FIFA+                                                            |                                   |
| Liga PRO                       |                                                                  | Disney+                           |
| Serie B                        |                                                                  | Disney+                           |
| Supercopa de Ecuador           |                                                                  | Fanatiz                           |
| Primera Division               |                                                                  | Disney+                           |
| Copa AUF Uruguay               |                                                                  | Disney+                           |
| Supercopa Uruguaya             |                                                                  | Disney+                           |
| Segunda Division               |                                                                  | Disney+                           |
| Saudi Professional League      | Band e Canal Goat                                                | BandSports                        |
| Saudi King’s Cup               | Band e Canal Goat                                                | BandSports                        |
| Supercopa Saudita              | Band e Canal Goat                                                | BandSports                        |
| J-League                       | Canal Goat                                                       |                                   |
| K-League                       | OneFootball                                                      |                                   |
| Super League                   | OneFootball                                                      |                                   |
| Super Liga                     | OneFootball                                                      |                                   |
| A-League                       | OneFootball                                                      |                                   |
| FFA Cup                        | YouTube                                                          |                                   |
| Uzbekistan Super League        | FIFA+                                                            |                                   |
| Uzbekistan First League        | FIFA+                                                            |                                   |
| Uzbekistan Cup                 | FIFA+                                                            |                                   |
| Football League First Division | FIFA+                                                            |                                   |
| Bhutan Premier League          | FIFA+                                                            |                                   |
| Mongolian Premier League       | FIFA+                                                            |                                   |
| MFF Cup                        | FIFA+                                                            |                                   |
| MFF Super Cup                  | FIFA+                                                            |                                   |
| Premier Soccer League          | FIFA+                                                            |                                   |
| S-League                       | FIFA+                                                            |                                   |
| Fiji Premier League            | FIFA+                                                            |                                   |
| Super League of Malawi         | FIFA+                                                            |                                   |
| Malawi League Cup              | FIFA+                                                            |                                   |
| Coupe du Congo                 | FIFA+                                                            |                                   |
| Premiere Division de Mali      | FIFA+                                                            |                                   |
| Campeonato Nacional            | FIFA+                                                            |                                   |
| Taça Nacional de Guiné-Bissau  | FIFA+                                                            |                                   |
| National League Division 1     | FIFA+                                                            |                                   |
| Rwanda Super Cup               | FIFA+                                                            |                                   |
| Coupe de Madagascar            | FIFA+                                                            |                                   |
| Zambia National Division 1     | FIFA+                                                            |                                   |

## Futebol Feminino
| Campeonatos           | Sinal Aberto                             | Sinal Fechado                  |
| --------------------- | ---------------------------------------- | ------------------------------ |
| Copa do Mundo         | TV Globo, CazéTV, Globoplay e FIFA+      | SporTV e Globoplay             |
| Copa América          | TV Brasil e Globo                        | SporTV e Globoplay             |
| Eurocopa              | CazéTV                                   | ESPN e Disney+                 |
| CONMEBOL Libertadores | CazéTV, Canal Goat, Meu Timão e Pluto TV | SporTV, Globoplay e BandSports |
| Brasileirão Série A1  | TV Globo, TV Brasil, YouTube e Globoplay | SporTV e Globoplay             |
| Brasileirão Série A2  | TV Brasil e YouTube                      |                                |
| Brasileirão Série A3  | TV Brasil e YouTube                      |                                |
| Supercopa do Brasil   | TV Globo e Globoplay                     | SporTV e Globoplay             |